# 삼각지로터리
삼각지로터리(三角地로터리)는 서울특별시 용산구 한강로동에 위치했던 입체 교차로이다. 대한민국에서 유일하게 입체로 회전 교차하는 로터리였으며 한강로와 백범로, 이태원로가 교차했다. 당시 규모는 폭 7.5~16m, 연장은 교량 부분 674m, 옹벽 부분 411m로 총 1,085m였으나 이후 확장 공사를 통해 교량 부분 1,745m, 옹벽 부분 535m로 총 2,280m로 확장되었다. 1994년 12월 구조물의 노후화, 통행량 초과, 서울 지하철 6호선 삼각지역 건설 문제로 철거되었다.

## 추진 및 건설
삼각지에 입체 로터리가 건설되기로 한 것은 1966년 9월 27일 당시 서울시장이었던 김현옥 시장이 시청앞, 삼각지에 입체교차로 신설, 세종로에 지하차도를 건설하겠다고 발표하면서 추진되었다. 이후 1967년 1월 5일에 청계천 복개공사, 서울역 의주로 지하차도 등과 함께 기공했다. 공사비 2억 3천만원, 보상비 8084만원으로 총 3억 1084만원을 투입해 같은 해 12월 27일 박정희 대통령과 김현옥 서울시장이 참석한 가운데 입체 교차로가 개통되었다.

## 철거
그러나 1990년대 기준으로 삼각지 일대 교통량이 시간당 5천대를 초과하고 있는데 반해 입체 교차로는 통행 가능한 용량이 시간당 4천대에 불과해 매일 교통체증에 시달리고 있었고, 서울 지하철 6호선이 통과할 때 방해요인이 되면서 1994년 6월 29일 서울시에서 철거하기로 결정했다. 이후 같은 해 7월 9일 0시부터 입체 교차로를 철거하기 시작했다. 9월 26일부터 2차 철거공사로 교차로 통행이 차단되었으며 11월 10일에 통행이 재개되었다.
한편 삼각지 입체교차로가 철거되면서 같이 연결되어 있던 경부선을 횡단하는 삼각지 고가차도 부분은 삼각지 쪽에 폭 9.5m, 연장 165m의 임시고가를 설치해 연결했다. 이 때문에 삼각지 지하차도의 용산 방향 옹벽 부분은 임시 철골 구조로 구성되어 있다.

## 연혁
- 1966년 9월 27일 : 김현옥 서울시장이 삼각지에 입체 교차로를 건설하기로 발표
- 1967년 1월 5일 : 입체 교차로 건설 공사 기공
- 1967년 12월 27일 : 삼각지 입체 교차로 개통
- 1994년 6월 29일 : 입체 고가 구간 철거 결정
- 1994년 7월 9일 : 입체 교차로 1차 철거 시작
- 1994년 9월 26일 : 삼각지 교차로 통행 차단
- 1994년 11월 10일 : 삼각지 일대 통행 재개

## 대중 문화
대중가요 가수 배호는 1967년에 '돌아가는 삼각지'라는 노래를 발표하였으며, 1970년에는 동명의 영화가 개봉하였다.